# Resolució 801 del Consell de Seguretat de les Nacions Unides
La Resolució 801 del Consell de Seguretat de les Nacions Unides, aprovada el 8 de gener de 1993 després d'examinar l'aplicació de la República Txeca per a ser membre de les Nacions Unides, el Consell va recomanar a l'Assemblea general que la República Txeca fos admesa.